# Бинички (ТВ филм)
Бинички - „Залуд нам је гинути ако немамо шта бранити“ је српски телевизијски филм из 2015. године. Режирао га је Илија Гајица који је написао и сценарио заједно са Маријом Ћирић.